# روبرت غالامبوس
روبرت غالامبوس (بالإنجليزية: Robert Galambos)‏ هو عالم أعصاب وأستاذ جامعي أمريكي، ولد في 20 أبريل 1914 في لورين في الولايات المتحدة، وتوفي في 18 يونيو 2010 في سان دييغو في الولايات المتحدة.